# Pseudenargia brunnea
Pseudenargia brunnea är en fjärilsart som beskrevs av Culot. Pseudenargia brunnea ingår i släktet Pseudenargia och familjen nattflyn. Inga underarter finns listade i Catalogue of Life.